# Merrymaking at My Place
Merrymaking at My Place è un singolo discografico del DJ e produttore discografico scozzese Calvin Harris, pubblicato nel 2007 ed estratto dal suo primo album in studio I Created Disco.

## Tracce
- CD Maxi

1. Merrymaking At My Place (Radio Edit) – 3:24
2. Wild Scenes – 3:54
3. Merrymaking At My Place (Mr. Oizo Remix) – 3:26
4. Merrymaking At My Place (Kissy Sell Out Remix) – 6:10

- 12"

1. Merrymaking At My Place (Album Version) – 4:09
2. Merrymaking At My Place (Mr. Oizo Remix) – 3:26
3. Merrymaking At My Place (Kissy Sell Out Remix) – 6:10
4. The Girls (Acapella) – 3:14

## Classifiche
| Classifica (2007) | Posizione raggiunta |
| ----------------- | ------------------- |
| Regno Unito       | 43                  |